# Греггори, Паскаль
Паскаль Греггори (фр. Pascal Greggory; род. 8 сентября 1954, Париж, Франция) — французский актёр.

## Биография
Паскаль Греггори родился 8 сентября 1954 года в Париже в буржуазной протестантской семье. С 12-ти лет Паскаль пел в хоре на сцене парижской Оперы, а также исполнял «детские роли» в театре. В это же время учился на курсах актёрского мастерства Жана Перимони, чтобы поступить в Национальную Консерваторию драматического искусства. Экзамены в консерватории в 1973 году Паскаль провалил, но руководитель курса, известный театральный режиссёр Антуан Витез, позволил ему учиться как вольнослушателю.
В кино Паскаль Греггори дебютировал в 1975 году в фильме Жан-Луи Бертучелли «Доктор Франсуаза Гайан», и с тех пор сыграл около 80 ролей. Снимался в фильмах таких известных режиссёров, как Андре Тешине, Эрик Ромер, Анджей Жулавский и Оливье Даан.
После знакомства в 1987 году с известным театральным и кинорежиссёром Патрисом Шеро играл в его театральных постановках и снялся в пяти его фильмах. За роль в фильме Шеро «Те, кто меня любят, поедут поездом» Паскаль Греггори впервые был номинирован на премию «Сезар» за лучшую мужскую роль. Актер ещё дважды был номинирован на «Сезар» — в 2001 году как лучший актёр за роль в фильме «Смешение жанров» и в 2008 году за лучшую мужскую роль второго плана в байопике об Эдит Пиаф Оливье Даана «Жизнь в розовом цвете», но награды не получил.

## Частичная фильмография
- 1979: Сёстры Бронте / Les Soeurs Brontë
- 1982: Выгодная партия / Le Beau mariage
- 1983: Полина на пляже / Pauline à la plage
- 1993: Дерево, мэр и медиатека / L’Arbre, le maire et la médiathèque ou Les Sept hasards
- 1993: Жажда золота / La Soif De L’Or
- 1994: Королева Марго / La Reine Margot
- 1997: Война Люси / Lucie Aubrac
- 1998: Те, кто меня любит, поедут поездом / Ceux qui m’aiment prendront le train
- 1999: Обретённое время / Le Temps retrouvé
- 1999: Жанна д’Арк / The Messenger: The Story of Joan of Arc
- 2000: Верность / La Fidélité
- 2002: Осиное гнездо / Nid de guêpes
- 2002: Жизнь обетованная / La Vie promise
- 2002: Его брат / Son frère
- 2004: Арсен Люпен / Arsène Lupin
- 2005: Габриель / Gabrielle
- 2006: Ассистентка / La Tourneuse de pages
- 2006: Извините меня / Pardonnez-moi
- 2006: Жизнь в розовом цвете / La Môme
- 2009: Бал актрис / Le Bal des actrices
- 2009: Замурованные в стене / Walled In
- 2010: Далеко по соседству / Quartier lointain
- 2012: Бай, бай, блонди! / Bye Bye Blondie
- 2018: Двойная жизнь / Doubles vies
- 2023: Жанна Дюбарри / Jeanne du Barry